# 青葉山 (京都府・福井県)
青葉山（あおばさん・あおばやま）は、福井県大飯郡高浜町と京都府舞鶴市にまたがる山である。関西百名山に選定されている。
東峰（693 m）と西峰（692 m）の2峰からなる双耳峰であるが、国土地理院の地形図では東峰に山名の記載があるため、これに従うと標高は693 mである。いずれの山頂も高浜町に位置する。福井県側からの眺めは富士山に似ていることから、若狭富士（わかさふじ）の別名がある。

## 概要
古くは扶桑馬耳山、鋏山とも呼ばれていた。舞鶴市に鎮守府が置かれた明治時代には、京都の東方に位置する比叡山にちなみ、舞鶴市の東方に位置する青葉山を北叡山とも呼ばれていた。崇神天皇の時代、丹波に派遣された日子坐王が玖賀耳之御笠を討伐した伝説があるとされる。舞鶴市側の西中腹には西国三十三所第29番札所である青葉山松尾寺が創建され、高浜町側の東中腹には中山寺が創建された。両寺とも山号を「青葉山」としている。
東峰の山頂には青葉神社、西峰の山頂には西権現（松尾寺奥の院）が祀られている。山域には青葉山にだけ自生するオミナエシ科の多年草「オオキンレイカ」（絶滅危惧種）、イワヒバ科のヒモカズラなど400から500種の植物が分布している。若狭湾国定公園内に位置しており、山頂からの展望もよいことから、多くの参拝者や登山客が訪れる。

## 地質
鮮新世（新第三紀）前後に活動していた火山が侵食された結果、現在の青葉山の山体が形成されたと推定されている。山は安山岩が主体となった地質で構成される。

## 登山
福井県側は、高浜町の青葉山ハーバルビレッジ（旧青葉山青少年旅行村）にある登山口からの「中山寺コース」とこのコースの途中で合流する「高野コース」がある。いずれも青葉山東峰への最短経路で、「中山寺コース」で登山口から東峰までは約90分（上り）の行程となる。
一方、京都府側は松尾寺が登山口となる「松尾寺コース」と麓の今寺が登山口となる「今寺コース」がある。いずれも青葉山西峰への最短経路となるが、「今寺コース」の下りは比較的短時間で下山できる反面、急な坂道を通ることになる。

## 高浜テレビ・FMラジオ中継局

### 所在地
- 大飯郡高浜町難波江83番2号[要出典]

### 中継局概要

#### デジタルテレビ
| ID | 放送局名                 | 中継局の名称 | 物理 チャンネル | 空中線電力 | ERP  | 放送対象 地域 | 放送区域 内世帯数        | 運用開始日     |
| -- | ------------------------ | ------------ | --------------- | ---------- | ---- | ------------- | ------------------------ | -------------- |
| 1  | NHK 福井総合             | NHK高浜DG    | 38ch            | 1W         | 4.9W | 福井県        | 3,691世帯 （申請による） | 2009年 11月1日 |
| 2  | NHK 福井教育             | NHK高浜DE    | 40ch            | 1W         | 4.9W | 全国          | 3,691世帯 （申請による） | 2009年 11月1日 |
| 7  | FBC 福井放送             | FBC高浜DTV   | 44ch            | 1W         | 4.8W | 福井県        | 3,691世帯 （申請による） | 2009年 11月1日 |
| 8  | FTB 福井テレビジョン放送 | FTB高浜DTV   | 42ch            | 1W         | 4.5W | 福井県        | 3,691世帯 （申請による） | 2009年 11月1日 |

- 放送エリアは、大飯郡高浜町と同郡おおい町の各一部地域。

#### FMラジオ
| 周波数 （MHz)） | 放送局名                    | 空中線電力 | ERP  | 放送対象 地域 | 放送区域 内世帯数 | 開局日 |
| --------------- | --------------------------- | ---------- | ---- | ------------- | ----------------- | ------ |
| 82.0            | 福井エフエム放送 （FM福井） | 3W         | 3.7W | 福井県        | -                 | -      |
| 88.8            | NHK 福井FM                  | 3W         | 3.4W | 福井県        | -                 | -      |
| 93.6            | FBC 福井放送                | 3W         | 4W   | 福井県        | -                 | -      |

### 廃止された局の概要

#### アナログテレビ
| チャンネル | 放送局名                 | 空中線電力        | ERP                 | 放送対象 地域 | 放送区域 内世帯数 |
| ---------- | ------------------------ | ----------------- | ------------------- | ------------- | ----------------- |
| 6ch        | NHK 福井総合             | 映像3W/ 音声750mW | 映像6.3W/ 音声1.55W | 福井県        | -                 |
| 8ch        | FBC 福井放送             | 映像3W/ 音声750mW | 映像5.6W/ 音声1.4W  | 福井県        | -                 |
| 12ch       | NHK 福井教育             | 映像3W/ 音声750mW | 映像6W/ 音声1.5W    | 全国          | -                 |
| 22ch       | ftb 福井テレビジョン放送 | 映像10W/ 音声2.5W | 映像49W/ 音声12.5W  | 福井県        | -                 |

- 2011年7月24日をもってすべて廃止された。
- 福井県内で8chを使用する送信所・中継局は、FBCの当中継局と敦賀中継局のみだった[要出典]。

### 偏波面
敦賀中継局と同様、VHF・FMは垂直偏波でUHFは水平偏波となっている。

## 交通
青葉山の南麓を西日本旅客鉄道（JR西日本）の小浜線、国道27号が併走する。また、高浜町の登山口となる青葉山ハーバルビレッジ（旧青葉山青少年旅行村）へは自動車あるいは小浜線の青郷駅（青葉山ハーバルビレッジまで徒歩約50分）がアクセス手段となる。

## 周辺
- 中山寺（高浜町、国の重要文化財）[4]
- 松尾寺（舞鶴市）